# Bedřich Kolowrat-Krakowský
Bedřich Kolowrat-Krakowský (22. červenec 1893, Týnec u Klatov – 16. listopad 1920, zámek Diana v Rozvadově-Dianě), celým jménem Bedřich Leopold Jindřich Heřman Ludvík Maria hrabě Krakowský z Kolowrat byl příslušník krakovské větve českého šlechtického rodu Kolovratů. Proslavil se jako nadporučík hulánského pluku.

## Život
Narodil se 22. července 1893 v Týnci jako třetí syn a šesté ze sedmi dětí držitele rodového fideikomisu Leopolda Filipa hraběte Krakowského z Kolowrat (14. březen 1852 Benátky – 19. březen 1910 Vídeň), který byl poslancem Českého zemského sněmu (1908–1910) a Říšské rady (1907–1910), a jeho manželky (sňatek 18. března 1884 New York) Nadine baronesy von Huppmann-Valbella (6. srpen 1858 Paříž – 30. červenec 1942 Mnichov), která byla dcerou tabákového magnáta Josefa Huppmanna von Valbella.
Zdědil velkostatek v Týnci u Klatov, který měl rozlohu 2868 hektarů. Tam choval koně, které se staly jeho největší vášní. Za první světové války se stal nadporučíkem hulánského pluku a po úspěšných bojích byl vyznamenán bronzovou a stříbrnou záslužnou vojenskou medailí. Během války se u něho ovšem také projevil zánět srdečního svalu, což se mu stalo osudným. Lékaři mu vzhledem k jeho srdečním potížím zakazovali jeho oblíbenou hru na pozoun, která přímo ohrožovala srdeční činnost. Hrabě Bedřich však doporučení lékařů nedbal.
Zemřel 16. listopadu 1920 na svém zámku Diana. Našli ho mrtvého s pozounem na zemi. Pohřben byl v rodové hrobce v Týnci.
Protože zůstal svobodný, přešel velkostatek Týnec na jeho mladšího bratra Jindřicha (27. červenec 1897 Týnec u Klatov – 19. leden 1996 Praha).